# Hadi Al-Amiri
Hadi Al-Amiri är en irakisk politiker som var Iraks transportminister 2010–2014.
Al-Amiri är ledare för Badrmilisen, vilket var den militära flygeln av Supreme Islamic Iraqi Council (SIIC). Han är medlem i det irakiska parlamentet. Som ledare för Badr hade Hadi Al-Amiri nära band till det iranska ledarskapet. Han har bland annat uttryckt sitt stöd för Qassem Suleimani, dåvarande chefen för Quds-styrkan inom Islamiska revolutionsgardet.